# Skupieńcowate

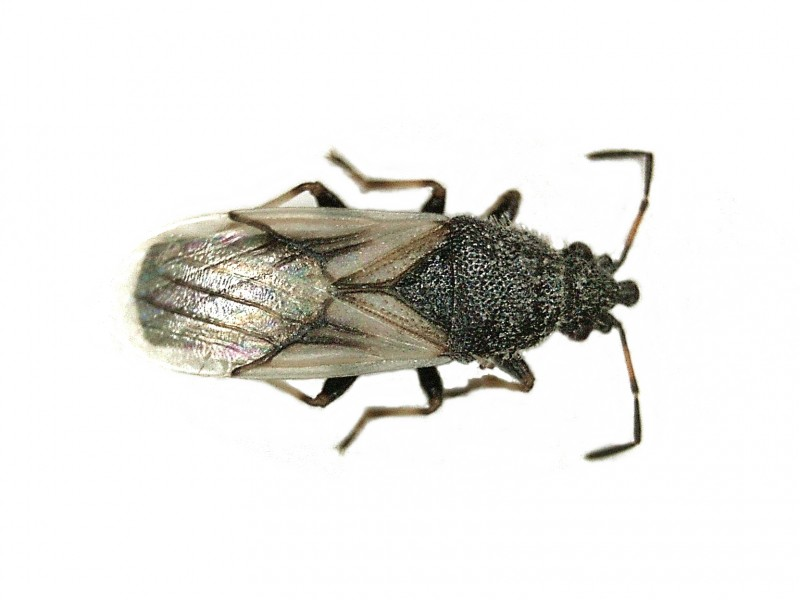
Metopoplax ditomoides

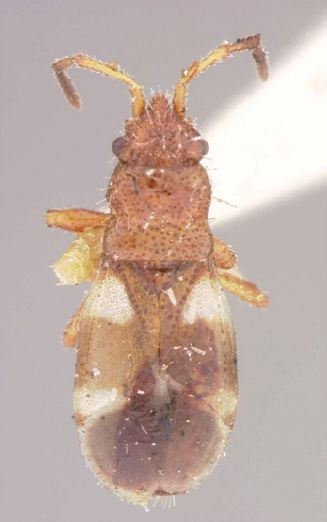
Samica Dycoderus picturatus

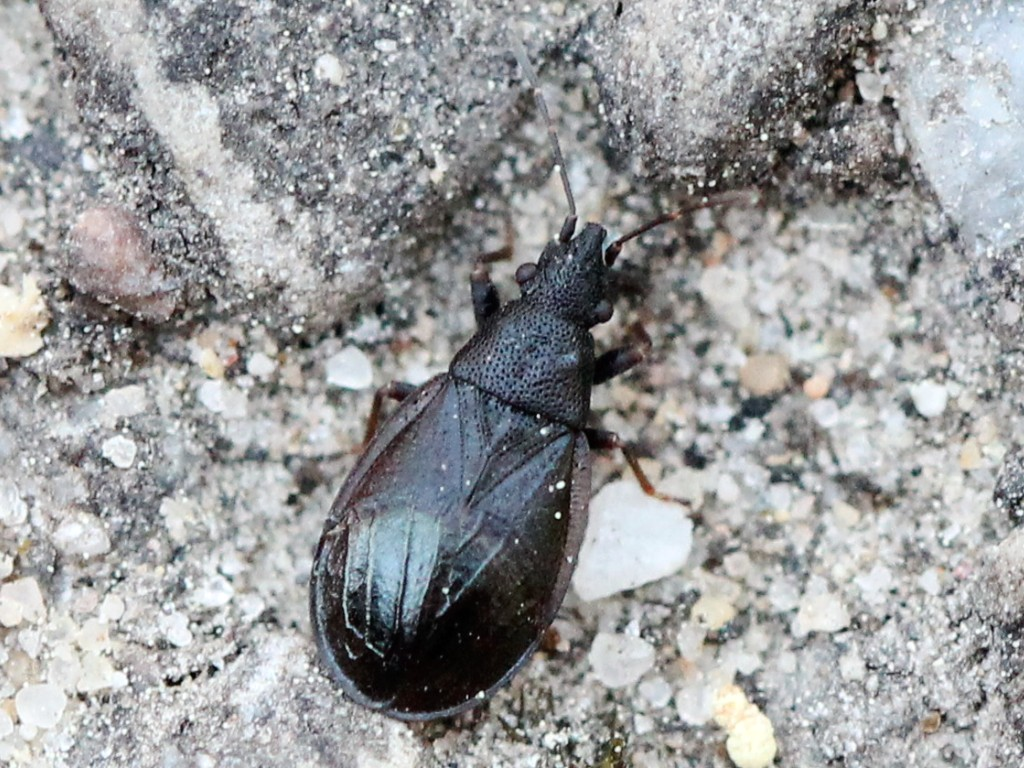
Philomyrmex insignis

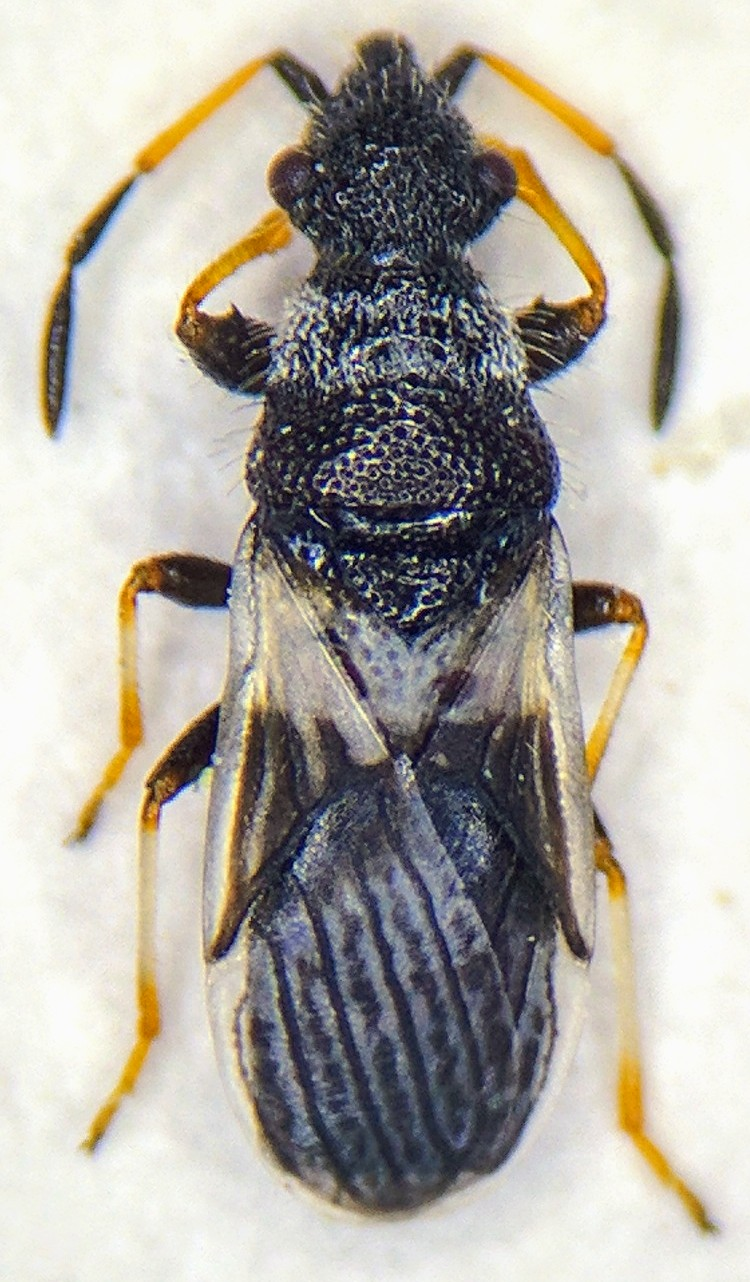
Microplax albofasciata

Skupieńcowate (Oxycarenidae) – rodzina pluskwiaków z  podrzędu różnoskrzydłych i nadrodziny Lygaeoidea. Należy do niej około 150 opisanych gatunków. Są fitofagami, żerującymi na roślinach z różnych rodzin. Zasięg mają kosmopolityczny, ale większość gatunków występuje w krainach: palearktycznej i etiopskiej. W zapisie kopalnym znane są od eocenu.

## Morfologia
Pluskwiaki o ciele niewielkich rozmiarów; ich długość mieści się w zakresie między 1,2 a 12 mm. Kształt ciała najczęściej jest przypłaszczony, aczkolwiek niektóre gatunki są silnie upodobnione do mrówek. Dominuje wśród nich niepozorna, brązowawa do czarnej kolorystyka, jednak zdarzają się gatunki z jaskrawymi, czerwonymi lub żółtymi elementami.
Głowa zazwyczaj jest wyciągnięta ku przodowi. Powierzchnię głowy, przedplecza i tarczki pokrywa punktowanie. Boczne brzegi przedplecza nie są rozpłaszczone czy rozszerzone, lecz zwyczajnie zaokrąglone. Płasko rozszerzone krawędzie mają za to zwykle półpokrywy. Często półpokrywy bywają przezroczyste. Tylna para skrzydeł charakteryzuje się obecnością żyłek interwannalnych i brakiem hamusa (haczykowatej żyłki w komórce dysoidalnej, odchodzącej od żyłki medialnej).
Odwłok ma przetchlinki drugiej pary umieszczone grzbietowo, a par od trzeciej do siódmej umieszczone brzusznie. Na sternitach odwłoka trzeciego, czwartego i piątego brak jest bocznych trichobotrii, natomiast piąty sternit zaopatrzony jest w trichobotrium środkowe i co najwyżej jedno trichobotrium tylne. Szwy na odwłoku są całkowite i sięgają jego krawędzi bocznych. Laterotergitów brak jest na odwłoku zupełnie. Samce mają na odwłoku poprzeczny rządek szczecinek gruczołowych, zaś samicę cechuje wierzchołek odwłoka ścięty. Genitalia samicy charakteryzują się spermateką całkowicie nieobecną lub zredukowaną do formy niefunkcjonalnej.

## Ekologia i występowanie
Owady te są fitofagami, wysysającymi nasiona i soki z roślin. Wśród ich roślin żywicielskich wymienia się przedstawicieli takich rodzin jak: astrowate, czystkowate, jasnotowate, lipowate, ogórecznikowate, nanerczowate, psiankowate, różowate, rutowate, ślazowate czy zatwarowate. Liczne gatunki wykazują polifagizm. Wiele gatunków to kserotermofile. Najczęściej wydają na świat jedno pokolenie w roku.
Rodzina rozprzestrzeniona jest kosmopolitycznie, jednak najliczniejsza jest w Starym Świecie, a większość gatunków występuje w krainach: palearktycznej i etiopskiej. Na półkuli zachodniej jest słabo reprezentowana. W krainie neotropikalnej występują 22 gatunki z 5 rodzajów. W Australii stwierdzono 4 gatunki, wszystkie z rodzaju Oxycarenus. Po trzy gatunki z tegoż rodzaju wykazano z Nowej Kaledonii i krainy orientalnej. W Polsce do 2020 roku stwierdzono 8 gatunków, w tym 3 nienależące do fauny rodzimej (zobacz: Oxycarenidae Polski).

## Taksonomia
Takson ten wprowadzony został w 1862 roku przez Carla Ståla pod nazwą Oxycarenida. Rangę rodziny po raz pierwszy nadali mu w 1894 roku Lucien Lethierry i G. Severin. W XX wieku klasyfikowany był jednak głównie jako podrodzina Oxycareninae w obrębie szeroko pojętych zwińcowatych. W pracach z II połowy XX wieku wysnuwane były przypuszczenia co do parafiletyzmu tak rozumianych zwińcowatych; w latach 60. sugerowano ich bliskie pokrewieństwo z Idiostolidae i Henicocoridae. Thomas J. Henry w 1997 roku opublikował wyniki analizy filogenetycznej infrarzędu, na podstawie której wniósł niektóre podrodziny zwińcowatych, w tym omawiany takson, do rangi rodzin. Według tejże analizy grupą siostrzaną dla Oxycarenidae są Artheneidae – ich wspólnymi cechami jest brak laterotergitów odwłoka, obecność wyrostka na fallotece i sześciokątne pękanie osłonki jaja przy wylęgu. Siostrzaną relację tych rodzin potwierdzają też wyniki molekularnej analizy Tiana Xiaoxuan i innych z 2011.
W zapisie kopalnym znane są od eocenu, dzięki skamieniałościom z północnoamerykańskiej formacji Florissant.
Do rodziny tej zalicza się około 150 opisanych gatunków. Klasyfikuje się w 27 rodzajach:
- Anomaloptera Amyot & Serville, 1843
- Auchenodes Horvath, 1891
- Barberocoris Miller, 1956
- Bethylimorphus Lindberg, 1953
- Bianchiella Reuter, 1907
- Bogdiana Kerzhner, 1964
- Brachyplax Fieber, 1860
- Bycanistellus Reuter, 1890
- Camptotelus Fieber, 1860
- Crophius Stal, 1874
- Dycoderus Uhler, 1901
- Jakowleffia Puton, 1875
- Leptodemus Reuter, 1900
- Macroplax Fieber, 1860
- Macropternella Slater, 1957
- Mayana Distant, 1893
- Metopoplax Fieber, 1860
- Microplax Fieber, 1860
- Neaplax Slater, 1974
- Neocamptotelus Hoberlandt, 1987
- Neocrophius Henry & Dellapé, 2015
- Notocoderus Henry & Dellapé, 2009
- Oxycarenus Fieber, 1837
- Philomyrmex Sahlberg, 1848
- †Procrophius Scudder, 1890
- Tropidophlebia Kerzhner, 1964
- Urvaschia Hopp, 1987

## Znaczenie gospodarcze
Jako szkodniki bawełny i innych roślin uprawnych z rodziny ślazowatych notowane są niektóre gatunki z rodzaju Oxycarenus, przy czym największe znaczenie na półkuli wschodniej ma Oxycarenus hyalinipennis.